# US Saint-Malo
Union Sportive Saint-Malo là một câu lạc bộ bóng đá Pháp được thành lập vào năm 1902. Đội có trụ sở tại thị trấn Saint-Malo và sân vận động của họ là Stade Marville. Tại mùa giải 2017 – 18, họ chơi ở Championnat National 2.

## Đội hình hiện tại
Tính đến 19 tháng 10 năm 2018
Ghi chú: Quốc kỳ chỉ đội tuyển quốc gia được xác định rõ trong điều lệ tư cách FIFA. Các cầu thủ có thể giữ hơn một quốc tịch ngoài FIFA.
| Số | VT | Quốc gia       | Cầu thủ            |
| -- | -- | -------------- | ------------------ |
| 1  | TM | Pháp           | Simon Lugier       |
| 2  | HV | Algérie        | Rabah Oumaouche    |
| 3  | HV | Pháp           | Thierry N'Joh-Eboa |
| 4  | HV | Mali           | Samba Touré        |
| 5  | TV | Pháp           | Brice Boutantin    |
| 6  | TV | Pháp           | Antoine Péron      |
| 7  | TV | Pháp           | Steven Creac'h     |
| 8  | TV | Pháp           | Melvyn Vieira      |
| 9  | TĐ | Pháp           | Sébastien Persico  |
| 10 | TĐ | Pháp           | Medhi Feqrache     |
| 11 | TĐ | Cộng hòa Congo | Yven Moyo          |

| Số | VT | Quốc gia | Cầu thủ           |
| -- | -- | -------- | ----------------- |
| 12 | TĐ | Haiti    | Bryan Labissiere  |
| 14 | HV | Pháp     | Anthony Leblanc   |
| 15 | TĐ | Pháp     | Thibault Hamel    |
| 16 | TM | Pháp     | Corentin Escandre |
| 18 | TV | Pháp     | Arthur Delalande  |
| 19 | HV | Pháp     | Thomas Lahaye     |
| 20 | TV | Pháp     | Alexandre Even    |
| 21 | TĐ | Pháp     | Pierre Jalkh      |
| 22 | TV | Pháp     | Alexandre Leroyer |
| 30 | TM | Pháp     | Mathieu Sail      |